# 犬山焼

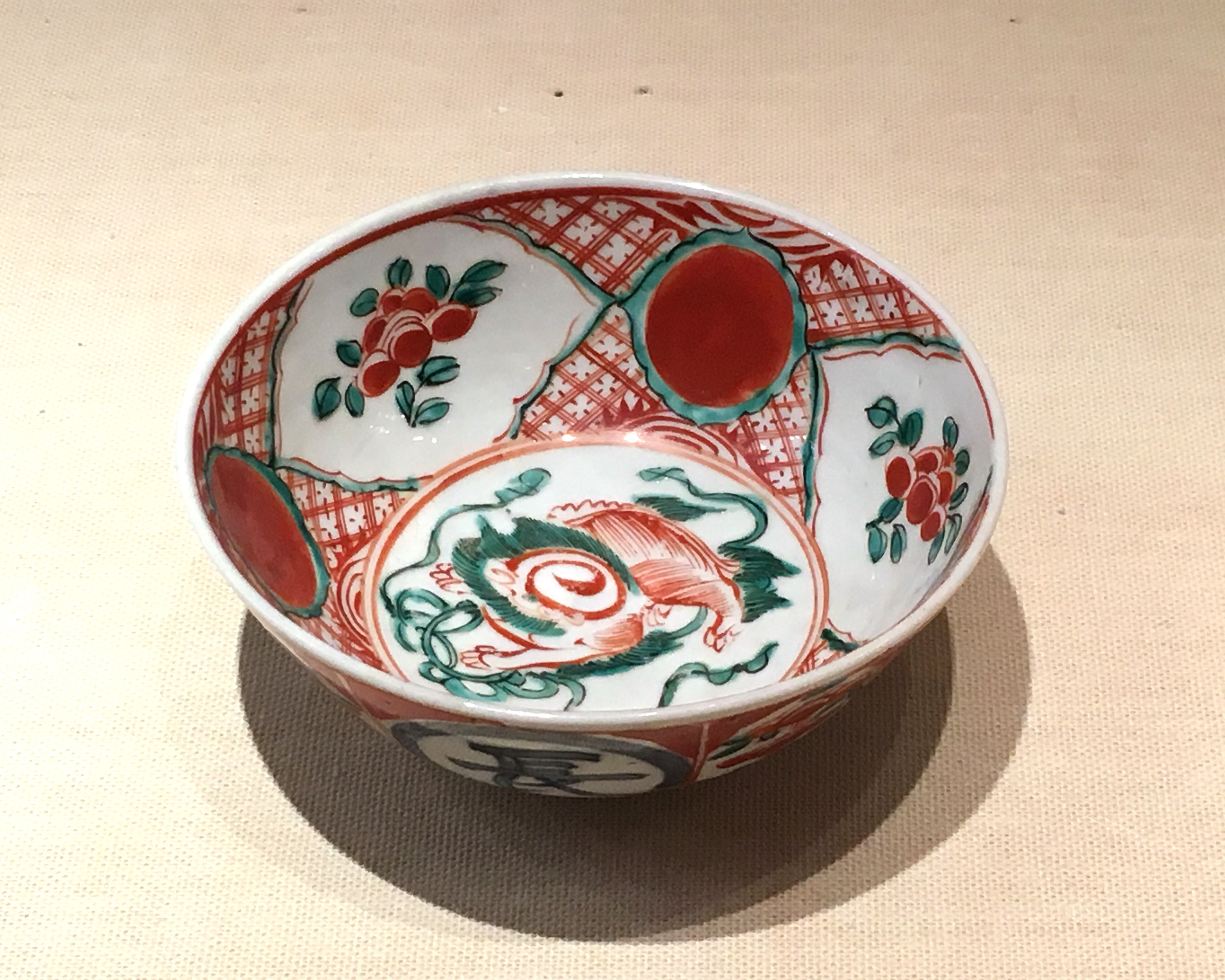
赤絵鉢（江戸時代後期、19世紀）

犬山焼（いぬやまやき、Inuyama yaki, Inuyama ware）とは、現在の愛知県犬山市で焼かれた陶磁器の総称。大きな特徴として赤絵の陶磁器で知られる。
江戸時代には今井村の今井窯と城下の余坂の丸山窯が知られており、丸山窯では尾張地方において唯一、本格的な色絵陶磁器が焼かれ、茶器、花器、酒器、額皿など、数々の陶器が作られた。乾山を模した赤絵呉須風の作風は犬山乾山とも呼ばれ、花紅葉を描いた雲錦手と称するものが有名である 。

## 特色

### 意匠

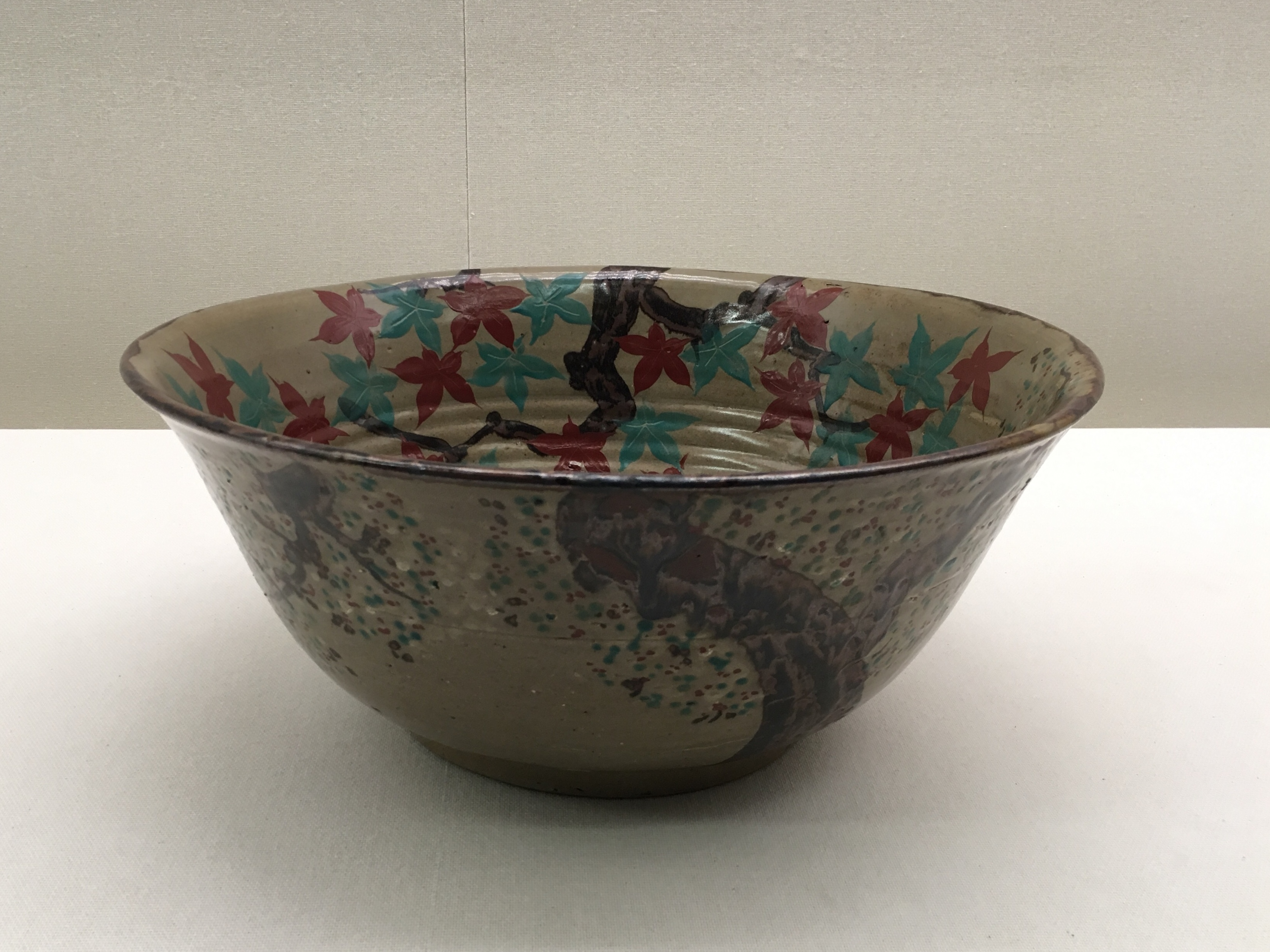
色絵雲錦手大鉢（江戸時代後期）

犬山焼の代表的な意匠は、呉州手写（ごすでうつし）、雲錦手（うんきんで）、銹絵（さびえ）である。
- 呉州手写 - 明代末期から清代初期に漳州（現・中華人民共和国福建省漳州市）で焼かれたのが呉州手であり、江戸時代後期には京焼の意匠として日本各地に広まった[5]。犬山焼では日本的な表現が多く取り入れられ、文様が簡略化されている[5]。
- 雲錦手 - 楓と桜を対峙させた構図の色絵であり、京焼の仁阿弥道八が好んで用いた意匠である[5]。犬山焼では余白を活かして力強く描かれ、葉の裂片が5つのものが好まれている[4]。
- 銹絵 - 仁阿弥道八が好んで用いた意匠であり[4]、呉州手写や雲錦手と比べると作品は多くないが、笹や竹文の図案が多くみられる[5]。

### 形状
伝世している犬山焼の大多数は皿類や鉢類であるが、わずかに酒器、茶器、煎茶具、文房具、神仏具などもある。しかし、発掘調査によって出土した陶片資料からは、日用品としての碗類、擂鉢、壺などが生産の中心だったことが判明している。

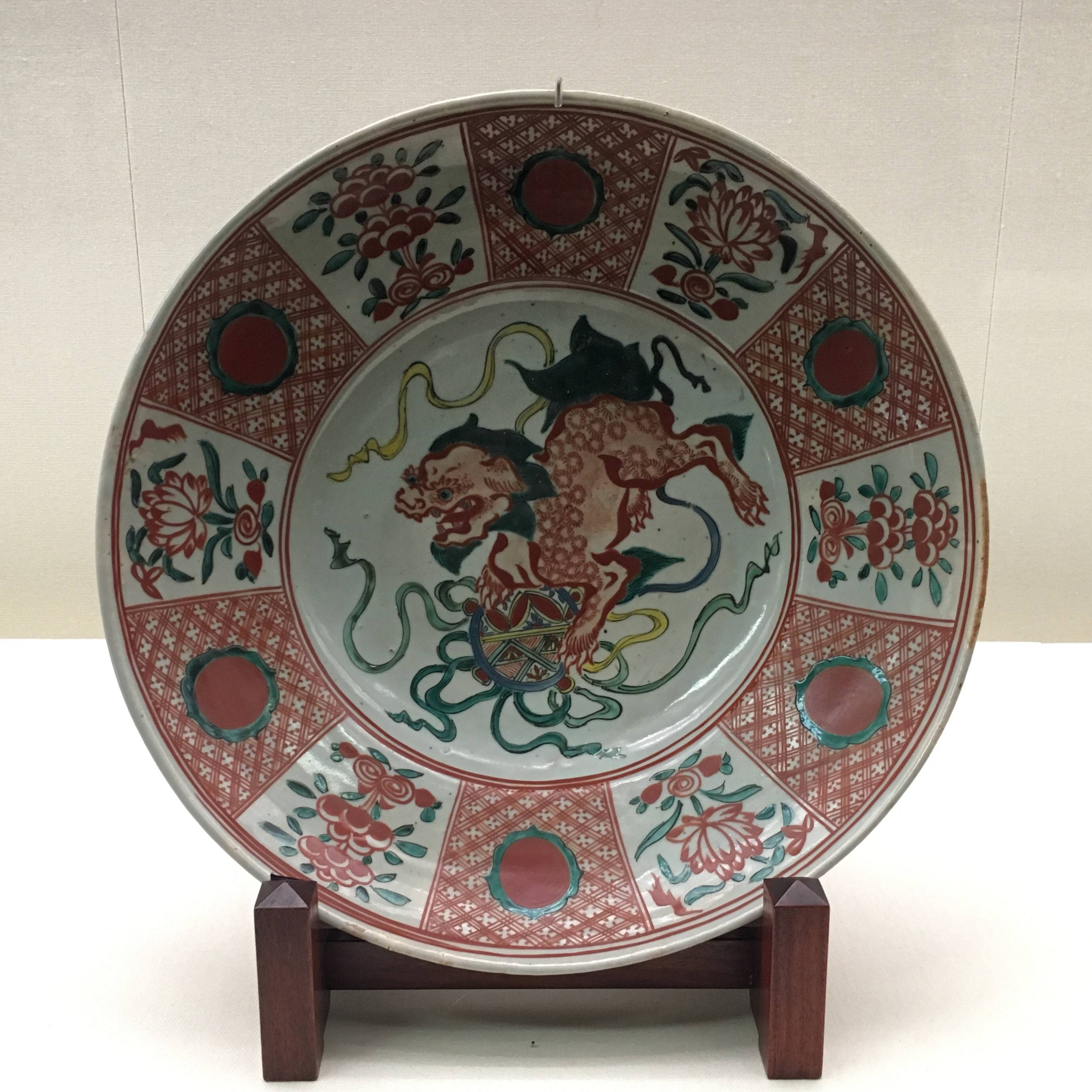
赤絵玉取獅子図大皿（江戸後期）
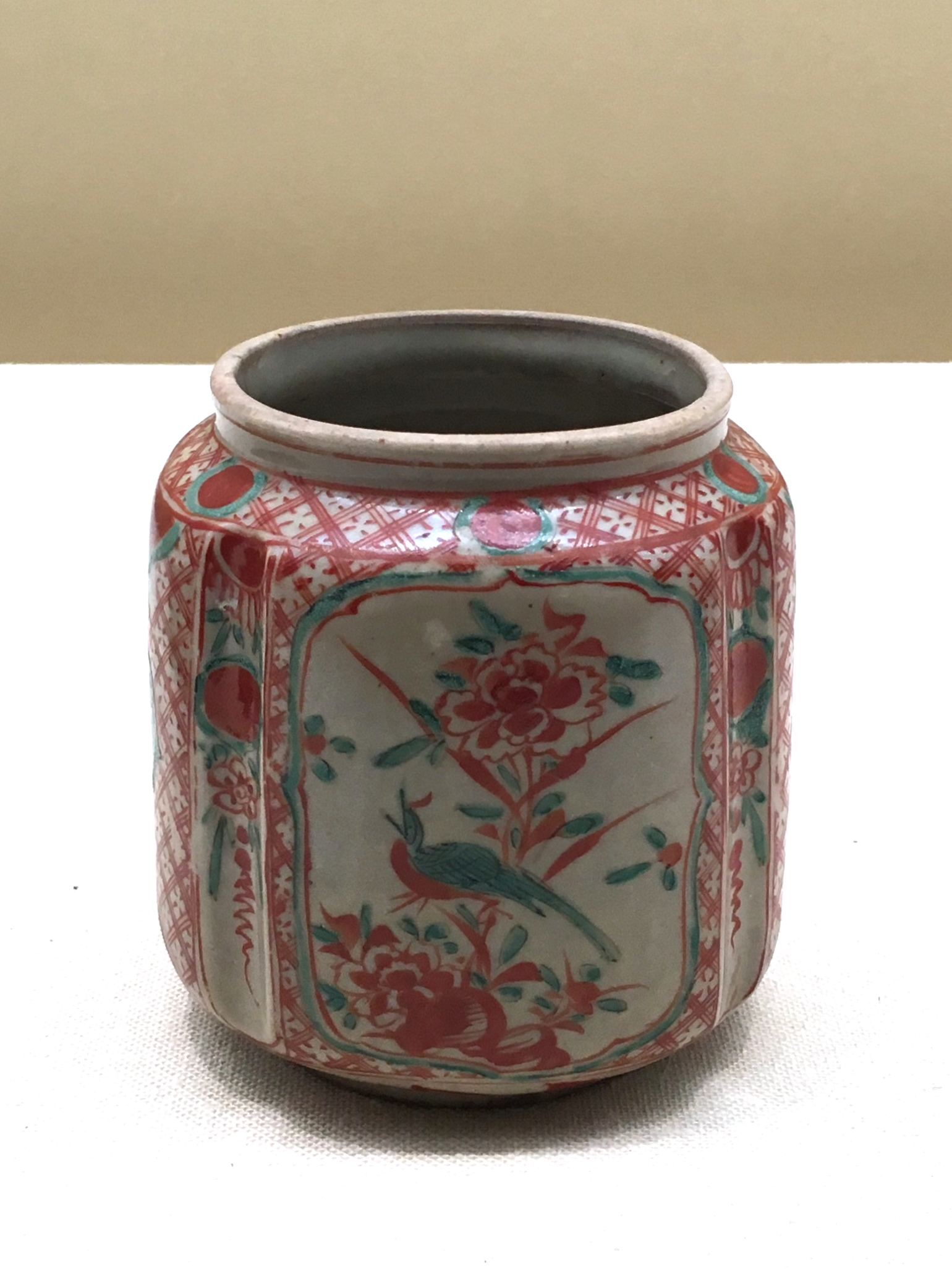
赤絵花鳥文水指（江戸後期）
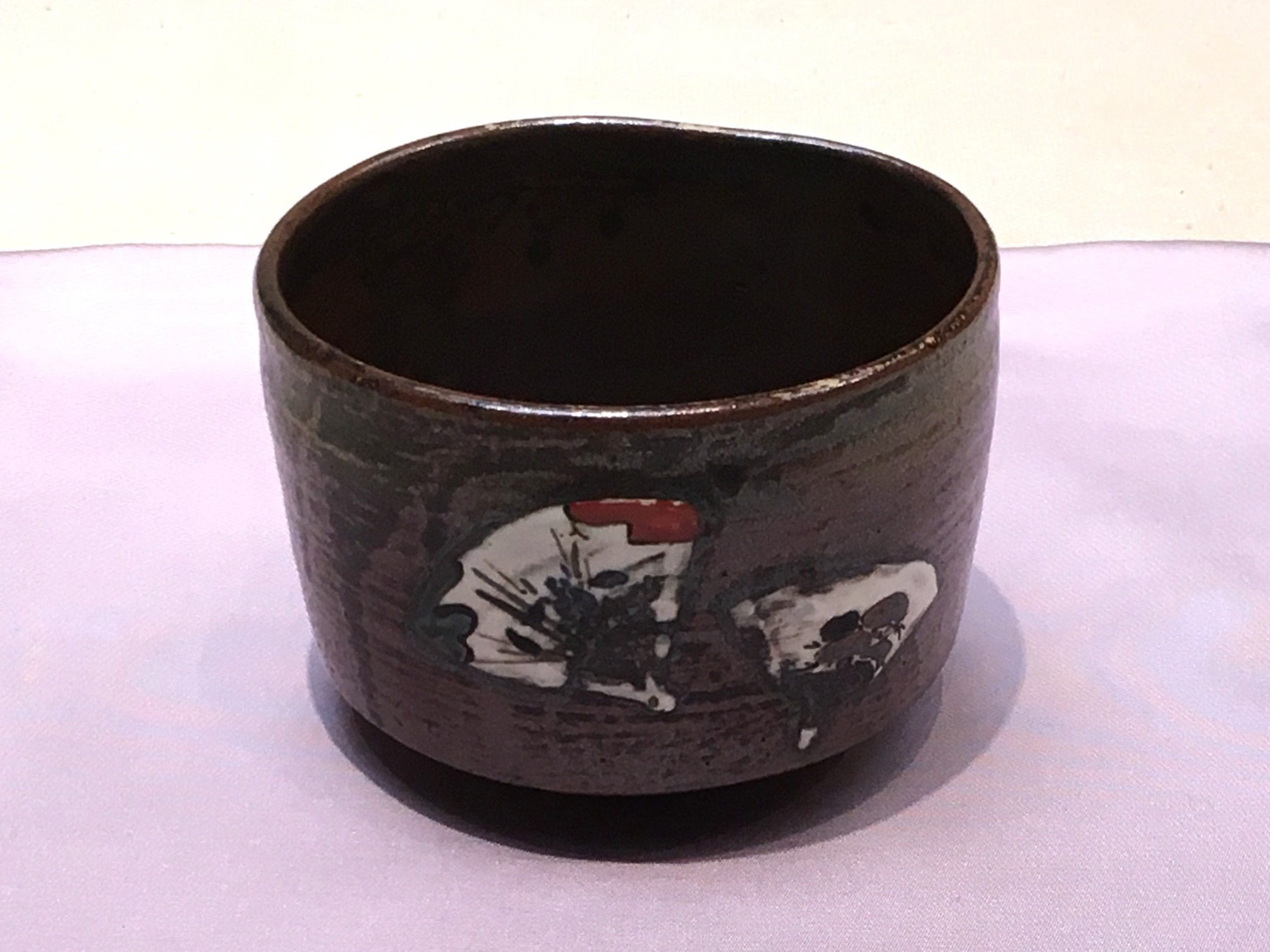
褐釉扇文茶碗（明治から昭和初期）
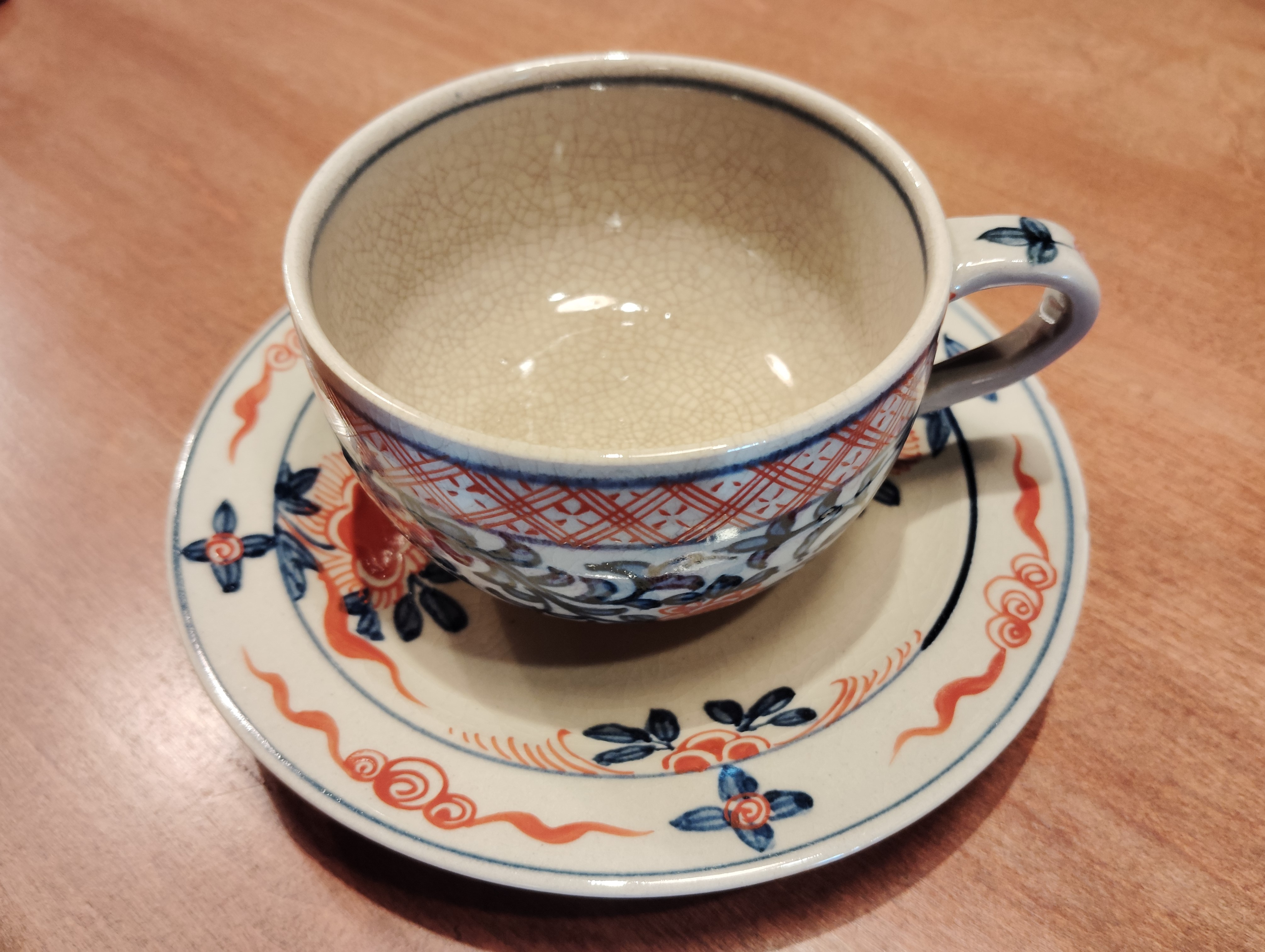
コーヒーカップ（大正から昭和初期）
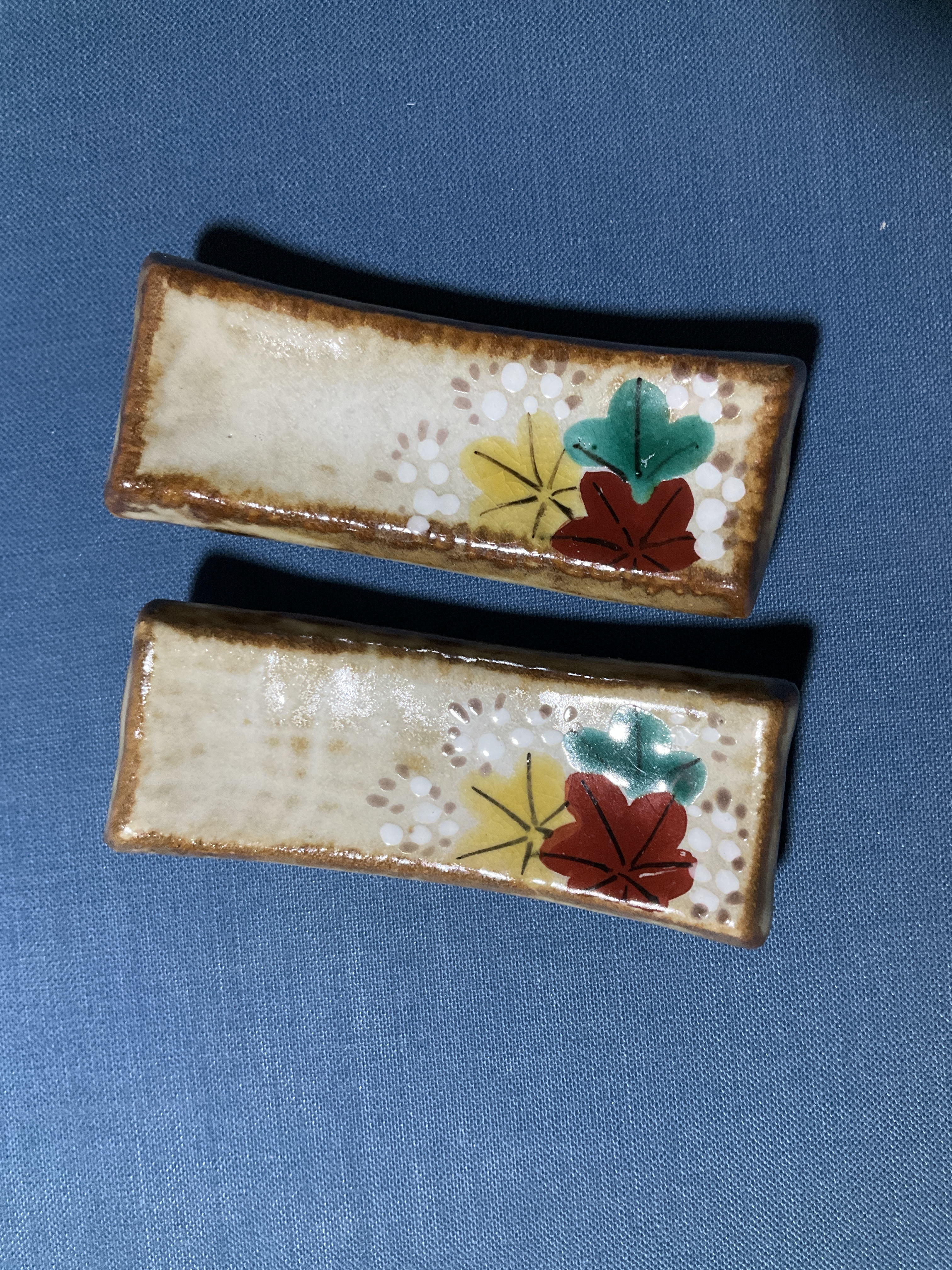
箸置（令和）

## 歴史

### 宝暦年間の今井窯

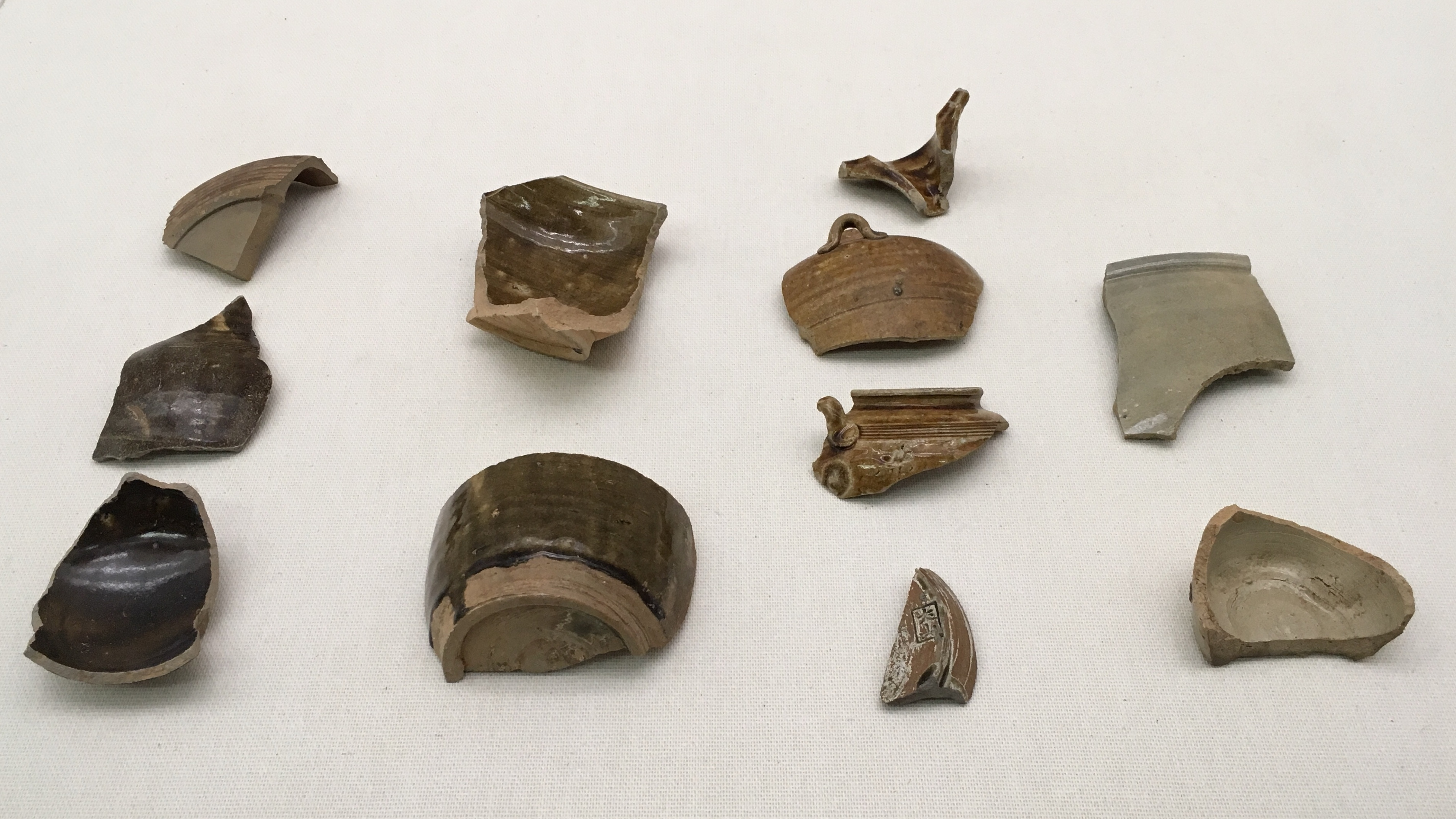
今井窯の陶片

尾張国犬山は尾張徳川家の御附家老だった成瀬家の所領であり、石高3万5000石の犬山城の城下町として栄えた。今井窯の創業時期については元禄年間（1688年～1704年）説と宝暦年間（1751年～1764年）説があるが、今日では宝暦年間説が有力視されている。
宝暦年間説によると、丹羽郡今井村宮ヶ洞の奥村傅三郎によって陶磁器の生産が始められたと伝えられる。今井村は犬山城の東南4kmにあり、窯跡も確認されている。もともと奥村傅三郎は農業を家業としていたが、美濃国（現・岐阜県南部）で学んだ技法を用い、美濃焼と同種の日用品的な雑器の生産が主とした。作成されたものには「犬山」の角印があった。
この時期より「犬山焼」とよばれていたようである。奥村傅三郎は延宝年間（1673年～1681年）から53年もの長期に渡って今井村の庄屋を務めると、90歳近くまで生きて享保15年（1730年）4月5日に死去した。奥村傅三郎の死後には源助が今井窯の2代目となり、延享5年（1748年）に源助が死去すると太右衛門が3代目となった。安永10年（1781年）に太右衛門が死去し、同年頃に今井窯が廃業したと考えられている。

### 文化・文政期の丸山窯
文化7年（1810年）、犬山上本町の島屋宗九郎が犬山城主の成瀬正壽に願い出て、城下の東の余坂村丸山新田に築いた窯が丸山窯である。宗九郎については、屋号を島屋と称する商人であることの他には伝承もなく、陶工や窯の技術的な記述をうかがうことができない。
宗九郎から運上御容赦の嘆願書が出された記録が残っており、窯の経営は思わしくなかったと推測される。丸山窯は経営難から、文化14年（1817年）、綿屋太兵衛（大島暉意）の手に移ることになった。
太兵衛は宗九郎と同じ上本町の商人で、油と綿を中心に多角的な経営に取り組み、文化年間（1804年〜1818年）には丸山新田の開発にも着手していた。こうした経緯から、経営の悪化していた丸山窯の再建に関わることとなったと思われる。
太兵衛は京都粟田口（粟田焼）より、陶工の藤兵衛と久兵衛を招き、粟田焼の作風を取り入れようとした。それでも経営が厳しかったようで、文政5年（1822年）春日井郡上志段見村（現名古屋市守山区上志段味）から陶工加藤清蔵を招いた。
さらに文政9年（1826年）、同村出身の加藤虎蔵が招かれて瀬戸系の丸窯が築かれ、磁器の製造も始められた。しかしながら、招かれた職人は、当時の成瀬家の所領である志段味出身で、熟練した陶工であったとは考えにくく、犬山焼の生産には課題が多かったと思われる 。そのため、天保元年（1830年）に綿屋太兵衛が丸山窯の経営から撤退すると中断してしまう 。なお、島屋宗九郎や綿屋太兵衛の時代の丸山窯の生産物は伝世していない。

### 天保期以降の丸山窯
成瀬正壽は陶業の挫折を惜しみ、保護奨励し、加藤清蔵を窯主として再興をはかった。
丸山窯の経営は、加藤清蔵に引き継がれた。 再興された窯では松原惣兵衛（水野吉平）により、従来の犬山焼に新しく赤絵が加えられた。惣兵衛がどこで赤絵の技術を学んだかについては不明だが、高台に「キチベ」の角印のある大皿が残されている。
また画工逸兵衛（道平）が名古屋から招かれ、成瀬正壽が春秋にちなんで、桜と紅葉を光琳風に描かせたと伝えられる。これが雲錦手といわれる文様で、桜の雲と楓の錦を意匠化して、器の内外にあざやかな色彩で表現している 。雲錦手は犬山焼の象徴となり、犬山焼は最盛期を迎える。
また技術的には、鉄分を抜き去った純白磁胎を焼き上げることを可能にした、加藤虎蔵・松原惣兵衛の努力がしのばれる。赤絵が映える白い素地は、彼らの成果と言って良い。
丸山窯では尾張地方においても前例のない、特徴的な赤絵製品が焼かれることになったが、良質な原料の確保、生産効率、供給や流通のルートの確立など多くの問題を抱えており「御庭焼」と称されるも、経営は必ずしも順調とは言えなかった 。明治維新後、窯を続けることは困難になり、廃止の憂き目に至った。

### 近現代の犬山焼
御用瓦師であった尾関作十郎が廃止を惜しみ、この陶業を譲り受けて経営を続けた。1883年（明治16年）11月、2代目の尾関作十郎信美が中心になり、犬山陶器会社が設立され、他に組合立犬山愛陶舎も設立された。発展のきざしが見え始めるが、1891年（明治24年）の濃尾地震で被災し、いずれも解散状態となった。この後、3代目として尾関作十郎信敬が跡を継いで窯を復興した。
犬山焼の窯元は明治初期には8軒あり、犬山焼の絵付けを専門に行う店も2軒あった。太平洋戦争下の企業整備令や1959年（昭和34年）の伊勢湾台風の影響による廃業なども出しつつ、2008年（平成20年）時点で4窯、2020年代には尾関作十郎窯（尾関窯）、大澤久次郎陶苑（大沢窯）、後藤陶逸陶苑（後藤窯）の3窯が操業している。

## 犬山城下の特殊性
犬山は尾張徳川家の付家老であった成瀬家(三万五千石犬山城主)の所領で、尾張藩内においても特殊性が強い土地だった。窯業地の瀬戸（瀬戸焼）は尾張藩において陶製株の独占権を有していたが、犬山焼を犬山藩の「御庭焼」と称することで、実質は別にしても、例外を認めさせている。

## 代表的な陶工
- 加藤清蔵 - 文政5年（1822年）3月に綿屋太兵衛によって春日井郡上志段見村（現・名古屋市守山区）から招かれた陶工[16]。成瀬家の資金援助を得て、天保元年（1830年）には丸山窯の経営を引き継いだ[16]。
- 加藤虎蔵 - 文政9年（1826年）3月に綿屋太兵衛によって春日井郡上志段見村から招かれた陶工[16]。丸山窯に磁器の生産技術を伝えたとされる[16]。
- 松原惣兵衛 - 天保元年（1830年）に春日井郡上志段見村から移り、赤絵の技法を丸山窯に導入したとされる[16]。出生名は水野吉平。
- 兼松所助 - 犬山城下の下材木町に居住し、土人形の原型師や陶画師として活躍した[16]。
- 道平 - 天保6年（1835年）に名古屋城下から招かれた画工[16]。犬山焼を代表する画工とされ、呉州赤絵や南京赤絵を写した[16]。嘉永7年（1854年）死去[16]。出生名は逸兵衛。
- 近藤清九郎秀胤 - 天保元年（1830年）10月に愛知郡沓掛村（現・豊明市）に生まれ、天保14年（1843年）に犬山城下に移って同心や手代などを務めた[16]。嘉永4年（1851年）頃から犬山焼の絵付を行うようになり、尾関窯にも携わった[16]。1889年（明治22年）8月24日死去[16]。